# Maurice Reuchsel
Maurice Reuchsel (Lió, 22 de novembre de 1880 - Lió, 12 de juliol de 1968) fou un violinista, compositor i musicògraf francès. Era fill de Léon (1840-1915) i germà d'Amédée (1875-1931).
Feu els primers estudis musicals amb el seu pare Léon i després al Conservatori de París. Va efectuar gires arreu de França, Anglaterra, Itàlia, etc., i entre les seves obres s'hi troben: obres per a violí i per a violí i orquestra (Poème élégiaque; Suite italienne; Suite romantique; Suite dans le style ancien, etc.); obres per a instruments d'arc; melodies, motets, salms, etc.
A més, va escriure; La musique à Lyon (1903); L'école clàssiques du violon; Notes d'Italie, (1908), etc.